# 디펜더 (1981년 비디오 게임)
디펜더(Defender)는 1980년에 윌리엄스 일렉트로닉스가 개발한 진행형 슈팅 비디오 게임이며, 1981년에 아케이드용으로 출시되었다. 횡스크롤 슈팅 게임으로, (플랫폼에 따라) 이름이 알려져 있지 않은 행성이나 도시를 배경으로 하며 플레이어는 우주비행사들을 보호하면서 침입 외계인들의 파동을 막아내야 한다. 윌리엄스사의 핀볼 프로그래머였던 유진 자비스가 개발을 주도했다.

## 같이 보기
- 아케이드 비디오 게임의 황금기